# Polyodontes vanderloosi
Polyodontes vanderloosi är en ringmaskart som beskrevs av Barnich och Steene 2003. Polyodontes vanderloosi ingår i släktet Polyodontes och familjen Acoetidae. Inga underarter finns listade i Catalogue of Life.